# جوزيف جورج بوشارد
جوزيف جورج بوشارد هو أستاذ جامعي ومدرس وسياسي كندي، ولد في 23 أبريل 1888 في Saint-Philippe-de-Néri ‏ في كندا، وتوفي في 4 أغسطس 1956. نشط حزبياً في الحزب الليبرالي الكندي. وقد انتخب عضو مجلس العموم الكندي.